# Punto de autoignición
El punto de autoignición o punto de autoinflamación es una característica de los materiales inflamables (combustible) que define las condiciones en que se inicia una reacción de combustión en cadena, sin intervención de una fuente externa de calor, y el proceso de combustión continua a partir de ese momento.
Cuando una sustancia combustible se oxida espontáneamente, aumenta su temperatura, puesto que la reacción de oxidación es exotérmica. Conforme aumenta la temperatura se oxida más rápidamente, y desprende calor más deprisa, hasta que en cierto momento, el calor desprendido hace que la temperatura llegue a un punto en el que se produce la ignición (oxidación violenta) y desde ese momento se mantiene la combustión por sí sola. La temperatura alcanzada se llama temperatura de autoignición. 
Se puede producir la autoignición con cierta probabilidad en materias combustibles sólidas (carbón, biomasa, algodón,...), almacenadas en gran cantidad. En el interior de las pilas o montones almacenados, el calor desprendido por la oxidación no tiene facilidad para disiparse, por lo que la temperatura aumenta y aumenta la oxidación, hasta que la temperatura llega a la de autoignición. De ahí que las normativas sobre almacenamiento de combustibles sólidos se disponga que tiene que haber un grifo con manguera para regar las pilas, evitando el recalentamiento.
Otra posibilidad es que aumente la temperatura debido a un aumento brusco de presión.

## Temperatura de autoignición
Si se toman las condiciones normales del entorno, con una presión normal (alrededor de 1013 hPa, es decir, de una atmósfera), en contacto con aire (cuyo oxígeno actúa como comburente) puede hablarse de la temperatura de autoinflamación o de autoignición, como la mínima temperatura a la que la ignición de una materia combustible (sólida, líquida o gaseosa) se produce sin fuente externa de calor. Por ejemplo, la gasolina de 56 a 76 octanos tiene una temperatura de autoinflamación de unos 280 °C en las condiciones dichas.
Este parámetro recibe también los nombres de temperatura de autoencendido, de ignición espontánea o autógena. 
La diferencia entre punto de autoignición y temperatura de autoignición, es que la temperatura puede variar sustancialmente en condiciones del entorno distintas de las normales o ante la presencia de catalizadores como polvo de óxido de hierro; disminuirá en atmósferas ricas en oxígeno o ante presiones elevadas. El punto define no solo la temperatura, sino las condiciones del entorno, y cuando se habla de temperatura, se supone que estas son las normales.
Es conveniente asegurarse de no confundir con la temperatura de ignición, especialmente si no se dispone de ambos valores determinados por ensayo o por tablas. En caso de no disponer de ellos se observará que la temperatura de autoignición tiene unos valores superiores a la de ignición y para una mayoría de compuestos se encuentra entre 200 y 700 °C. 
Este parámetro sirve de referencia para operaciones sin fuente puntual de ignición pero con una elevación importante de la temperatura, tales como tratamientos térmicos, intercambiadores de calor con aceites térmicos, motores eléctricos protegidos, etc.